# 国際連合地域開発センター

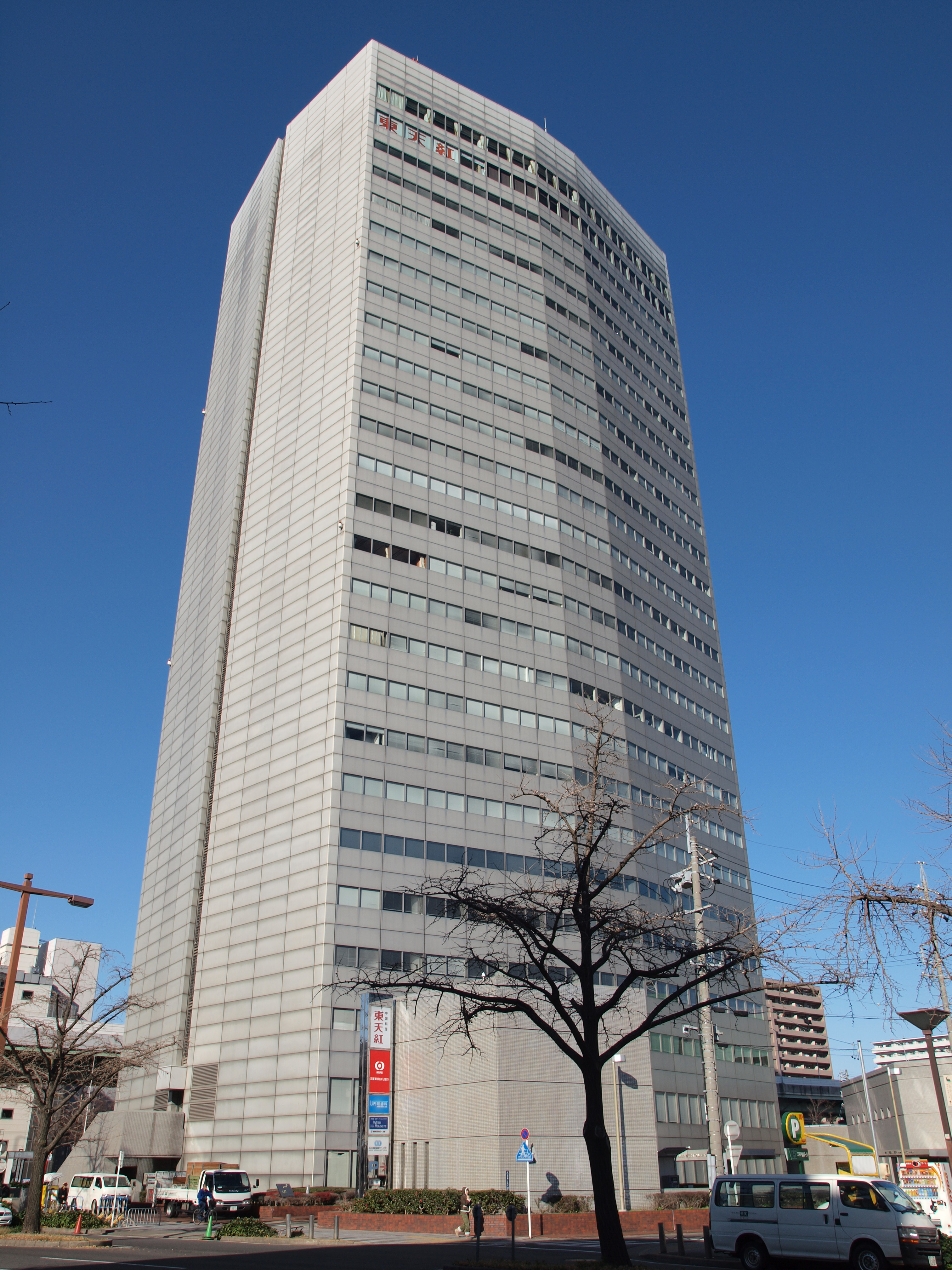
本部の入居する名古屋国際センター（愛知県名古屋市中村区那古野）

国際連合地域開発センター（こくさいれんごうちいきかいはつセンター、英: United Nations Centre for Regional Development）は、開発途上国における地域開発計画の策定およびその実行能力を養成するための研修、地域開発のための調査研究、情報交流を行うことを主目的とする国際機関である。略称は、UNCRD。

## 概要
1971年（昭和46年）に設立された国際連合機関で日本・名古屋に本部を置く。日本中部地方に本部を置く唯一の国際機関。

## 所在地
本部
日本：愛知県名古屋市中村区那古野1-47-1、名古屋国際センタービル6階
防災計画兵庫事務所
日本：兵庫県神戸市中央区脇浜海岸通1-5-2、ひと未来館5階
アフリカ事務所
ケニア・ナイロビ
ラテンアフリカ事務所
コロンビア・ボゴタ

## 主な活動目的
開発途上国や移行経済地域の複雑な地域開発問題に的確に取り組めるよう、時代と共にその事業プログラムを見直しており、現在では、「持続可能な地域開発」という概念の具体化を目指し、「環境」「人間の安全保障」、「防災」という3つの視点からその事業を展開している。
研修
開発途上国の行政官を対象に、地域開発に関する研修を行う。
調査研究
地域開発をめぐる諸問題をテーマに、上記研修用の教材開発をも兼ねた調査研究を行う。
助言
地域開発に携わる政府機関、NGO、大学等の要請に基づき各種助言を行う。
情報ネットワークの確立
地域開発に関する情報交流のネットワークを確立する。